# Helius (Helius) sigillatus
Helius (Helius) sigillatus is een tweevleugelige uit de familie steltmuggen (Limoniidae). De soort komt voor in het Oriëntaals gebied.